# Люксембург, Шарль-Анри де Клермон-Тоннер
Шарль-Анри де Клермон-Тоннер (фр. Charles-Henri de Clermont-Tonnerre, ок. 1607 — 8 июля 1674, Линьи-ан-Барруа), герцог де Пине-Люксембург — французский аристократ.

## Биография
Третий сын графа Шарля-Анри де Клермон-Тоннера и Катрин д'Эскубло де Сурди.
В июне 1631 женился на последней представительнице дома Люксембургов Маргарите Шарлотте, герцогине де Пине-Люксембург, после чего принял титул герцога. По словам герцога де Сен-Симона, по рождению он был в высшей степени достоин своей супруги, с ее же стороны второе замужество «было явно браком по любви, а так как, вступив в этот брак, она утратила и свой титул, и положение, и привилегии, то супружеская чета удалилась в великолепное владение жены Линьи, где они и прожили почти безвыездно до конца дней».
В этом браке родилась единственная дочь Мадлен-Шарлотта-Бонна-Тереза де Клермон-Тоннер.
Шарль-Анри «был весьма заинтересован в том, чтобы избавиться от ее детей от первого брака» и передать все владения и титулы своей дочери, так как сам он был небогат, а наследство супруги пришлось бы делить на три части.
Вместе с женой и принцем Конде он организовал весьма сомнительную комбинацию по отстранению пасынка и падчерицы от наследования, после чего его дочь, ставшая единственной наследницей, в 1661 году была выдана замуж за графа де Монморанси-Бутвиля.
Согласно, Жану-Батисту Курселю, по браку Шарля-Анри с герцогиней Люксембургской дом Клермонов получил право субституции владений, достоинств, имени и герба дома Люксембургов, право, которое он передал дому Монморанси.
Шарль-Анри умер в Линьи от апоплексии.
У него был внебрачный сын:
- Шарль, бастард де Клермон, сеньор де Ла-Басти, адъютант армий короля. Жена: Эдме-Катрин де Люксембург (ок. 1641—21.06.1720), дочь Антуана, бастарда де Люксембурга, графа де Роне, и Катрин-Маргериты де Лабом. Брак бездетный